# Michail-Gromow-Institut für Flugforschung
Das Michail-Gromow-Institut für Flugforschung (russisch Летно-исследовательский институт, ЛИИ) ist eine der zentralen Forschungsstätten der ehemals sowjetischen und heute russischen Luft- und Raumfahrt mit Sitz in Schukowski.

## Geschichte

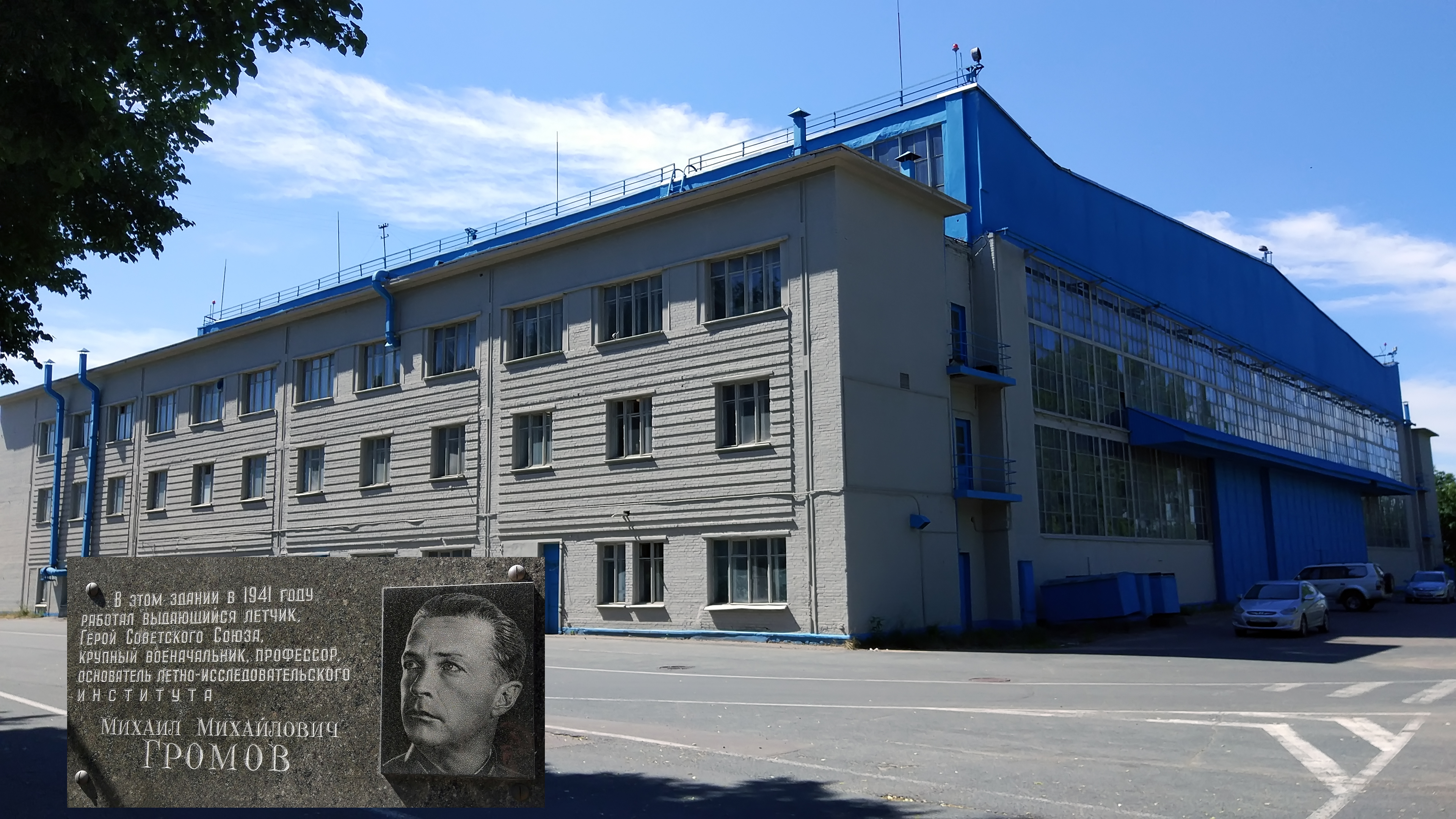
Halle 1 mit Denkmal Gromows (2018)

Die Forschungseinrichtung wurde kurz vor Beginn des Großen Vaterländischen Krieges eingerichtet und existiert bis heute. Offizieller Gründungstag ist der 8. März 1941.
Chef wurde zunächst Michail Michailowitsch Gromow. Unmittelbar darauf nahm man die Versuche mit Flugzeugen, deren Komponenten und Ausrüstung auf. Die Entwicklungsergebnisse des LII waren mit der Schlüssel für die Entwicklung der Sowjetunion zur Weltmacht. Eine Besonderheit der Einrichtung ist der Flugplatz Schukowski mit einer 5,4 km lange Start- und Landebahn, der längsten in Europa.
Zwischen 1980 und 1987 wurden zehn Testpiloten des LII als Kosmonauten ausgebildet, jedoch kamen nur zwei davon zu einem Raumflug: Igor Wolk im Juli 1984 mit Sojus T-12 und Anatoli Lewtschenko im Dezember 1987 mit Sojus TM-4.

## Öffentliche Kampfjetflüge in Schukowski

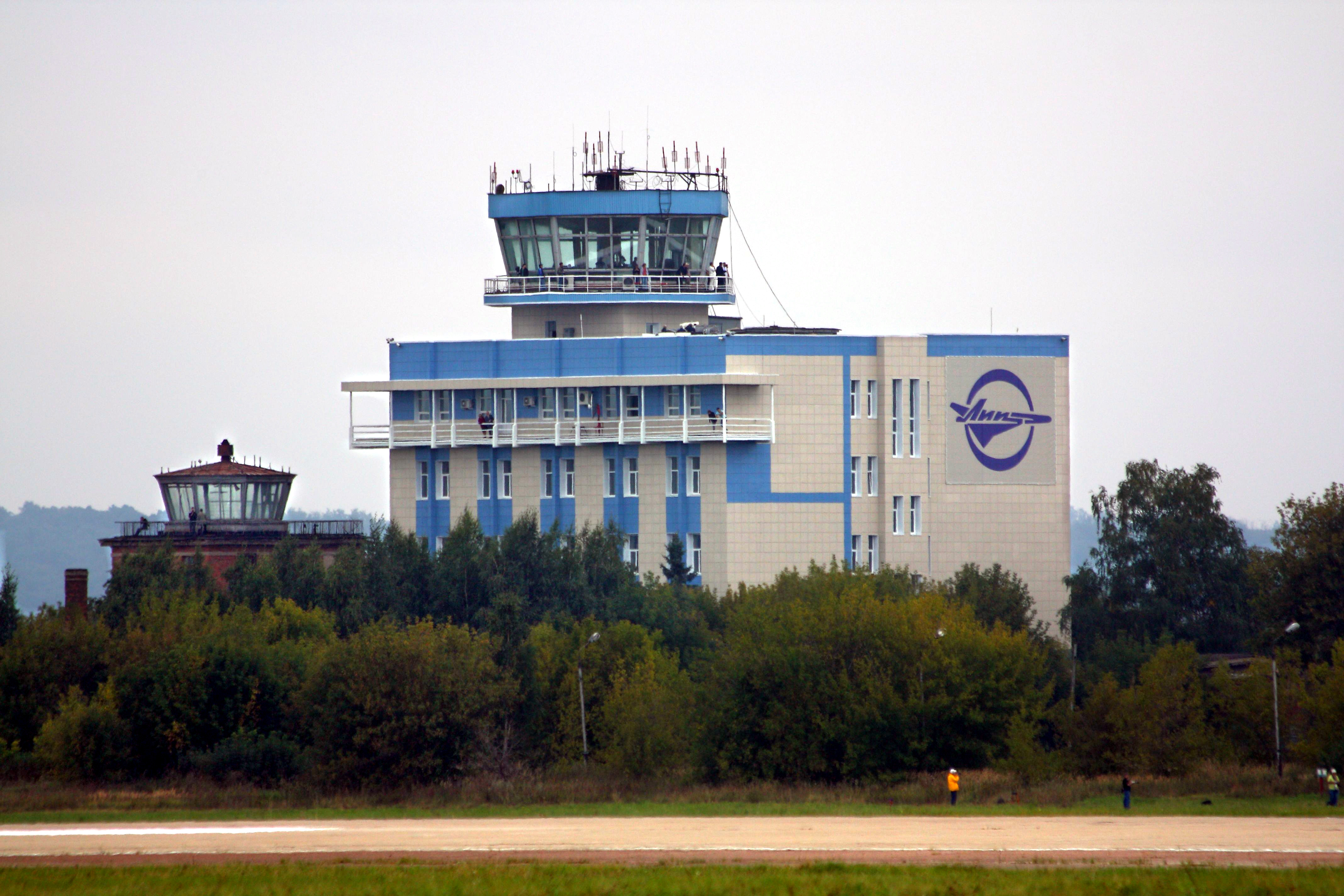
Flugkontrollturm (2013)

Bis Juni 2006 waren öffentliche Flüge auch für ausländische Kunden in russischen und tschechoslowakischen Strahltrainern und Kampfflugzeugen möglich. Aufgrund von Geldmangel waren solche Flüge in den 1990er Jahren möglich geworden, was international enorme Aufmerksamkeit auslöste, denn immerhin unterstanden diese Flugzeuge kurz zuvor noch der strengsten Geheimhaltung. Dass jetzt westliche Geschäftsleute diese Typen sogar selber steuern konnten, verwunderte. Das Verteidigungsministerium versuchte dies zu kontrollieren, indem potentielle Kunden einem Sicherheitscheck unterzogen wurden. Dieser war allerdings mit dem Beantragen eines russischen Visums vergleichbar und somit problemlos zu durchlaufen. Im Angebot waren der tschechoslowakische Strahltrainer Aero L-39 Albatros, die russischen Mikojan-Gurewitsch MiG-21, MiG-23 und MiG-25 für Stratosphärenflüge sowie MiG-29 und Suchoi Su-27. Seit Juni 2006 wurden die öffentlichen Flüge eingestellt.

## Aktuelle Aktivitäten
Heute beschäftigt man sich mit der Durchführung von Testflügen und verfügt über moderne Ausrüstung und hochqualifiziertes Personal.
Aktuelle Schwerpunkte der Arbeit sind:
- Aerodynamische Untersuchungen im Windkanal und im Flug
- Flugtriebwerkversuche
- Avionik
- Sicherheit und Zuverlässigkeit von Luftfahrzeugen und deren Komponenten
- Entwicklung von Expertensystemen für die Luft- und Raumfahrt
- Erfliegen von Leistungskurven
- Unterstützung bei der Prototypenentwicklung
- Untersuchung von Flugunfällen
- Bau von Prototypen.